# Boris Ławrientjew
Boris Innokientjewicz Ławrientjew (ros. Борис Иннокентьевич Лаврентьев, ur. 1 sierpnia/13 sierpnia 1892 w Kazaniu, zm. 9 lutego 1944 w Moskwie) – rosyjski histolog, członek korespondent Akademii Nauk ZSRR (1939). Profesor 1. Moskiewskiego Instytutu Medycznego (1929-1933) i 2. Moskiewskiego Instytutu Medycznego (1933-1944). Laureat Nagrody Stalinowskiej (1941).
Studiował medycynę na Uniwersytecie Kazańskim, gdzie jego nauczycielami byli Misławski i Timofiejew.

## Wybrane prace
- Гистофизиология иннервационных механизмов (синапсов). физиологический журнал СССР т. 21, № 5-6, 1936
- Морфология чувствительной иннервации внутренних органов. М., 1947